# David Villar
David Alexander Villar (Atlanta, Georgia, 27 de enero de 1997), más conocido como David Villar, es un jugador profesional estadounidense de béisbol que se desempeña en la posición de segunda base en San Francisco Giants, equipo de las Grandes Ligas de Béisbol (MLB).

## Carrera
En 2022, Villar hizo su debut en la MLB con el equipo San Francisco Giants, donde lleva jugando tres temporadas.